# 多伊蘭高地

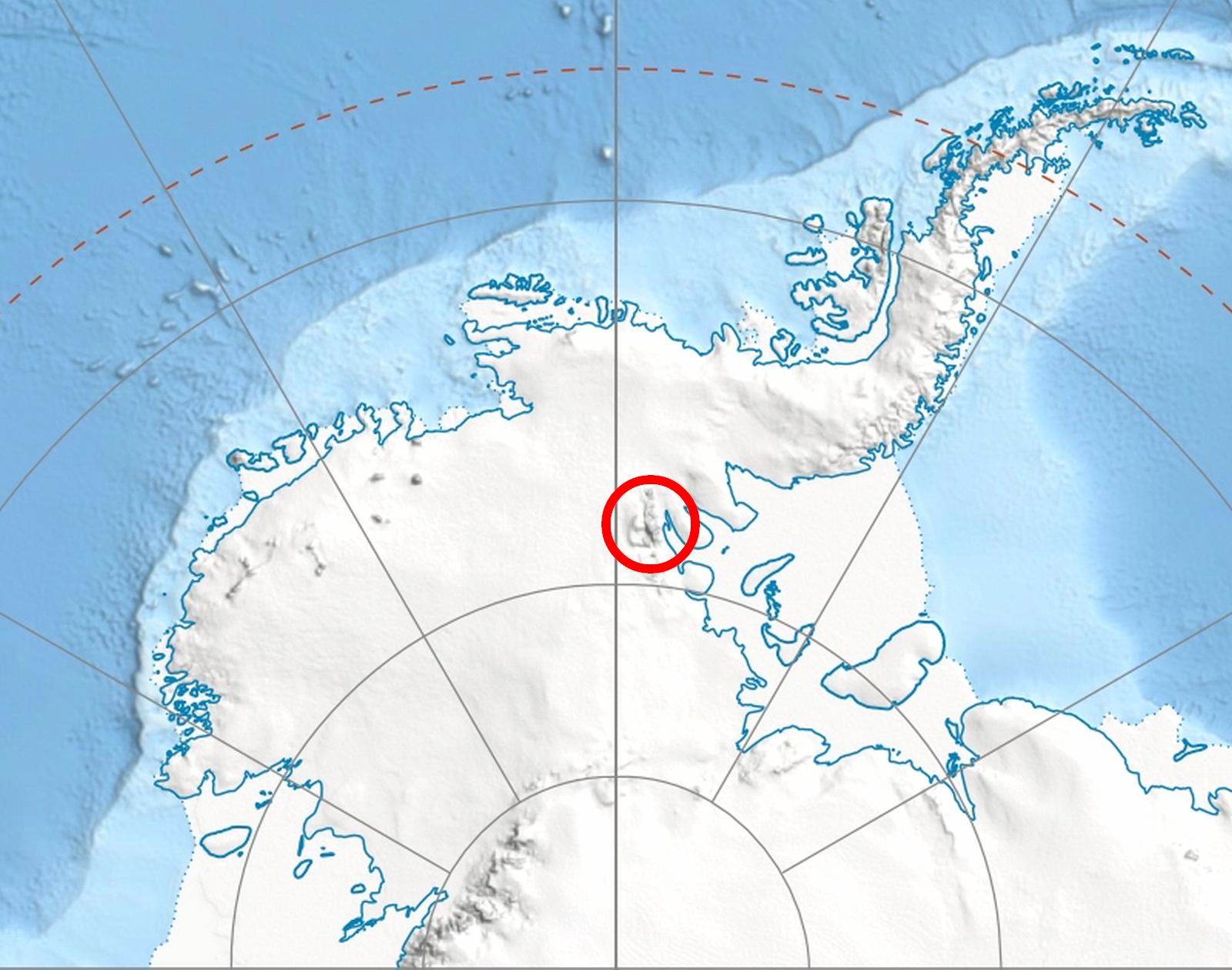

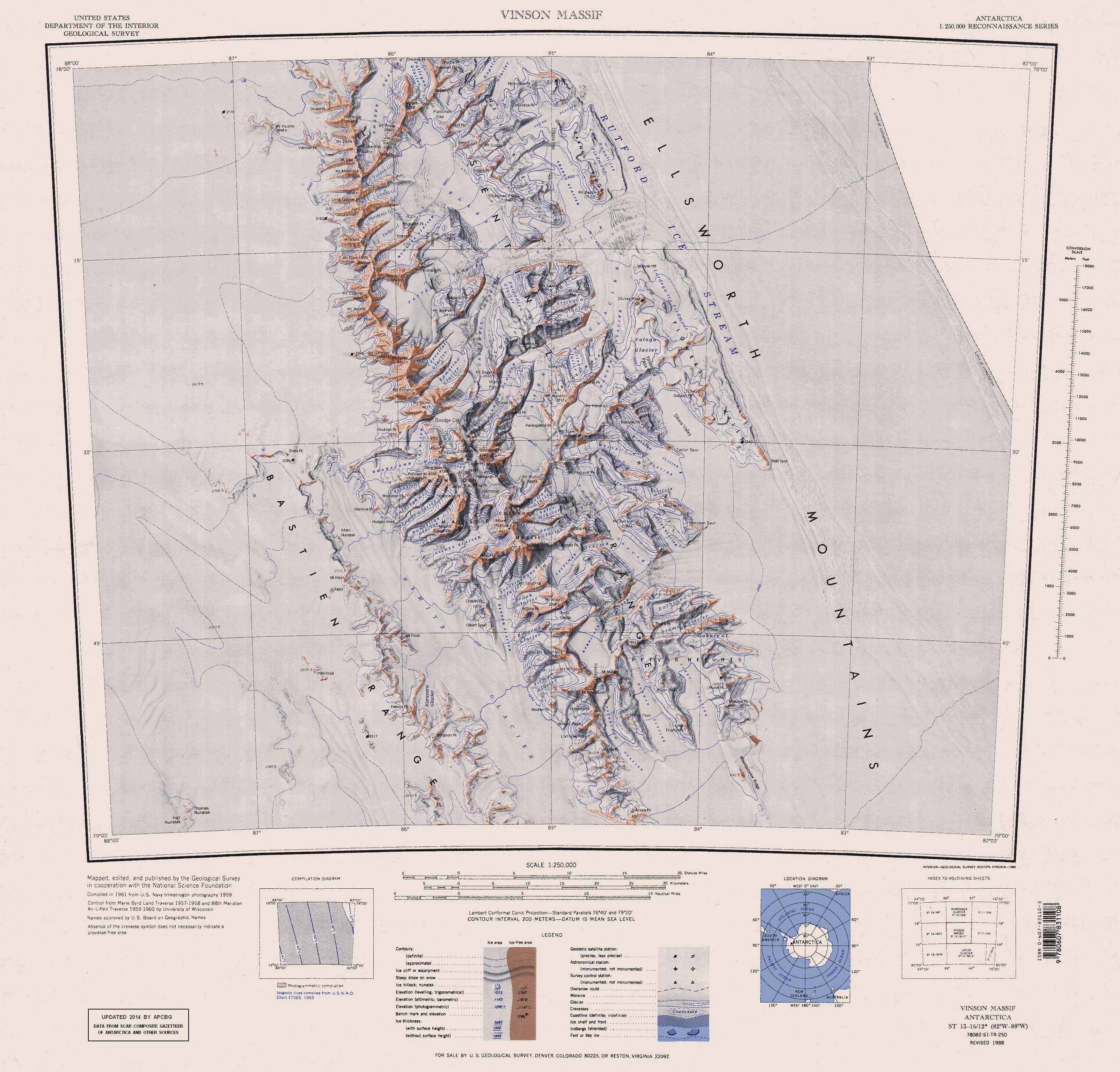

多伊蘭高地是南極洲的高地，位於埃爾斯沃思地，處於埃爾斯沃思山脈中森蒂納爾嶺的一部分，長30.8公里、寬16.5公里，現時由南極條約體系管理。
78°32′30″S 84°37′00″W / 78.54167°S 84.61667°W

## 外部連結
- Doyran Heights.（页面存档备份，存于） SCAR Composite Antarctic Gazetteer.